# 共产主义替代党
共产主义替代党（義大利語：Partito di Alternativa Comunista，缩写为PdAC）是意大利的一个托洛茨基主义政党。该党成立于2006年4月22日，由当时重建共产党内部的托洛茨基主义派别革命马克思主义协会—共产主义规划的一些成员组建。该党的意识形态是共产主义、马克思主义、托洛茨基主义。该党的领袖是弗朗切斯科·里奇。该党的总部位于罗马。该党出版刊物《共产主义方案》。该党是国际工人联盟—第四国际的支部。